# Du hành dưới quỹ đạo
| Lịch sử du hành không gian dưới quỹ đạo |           |                         |
| Tên                                     | Xuất hành | Số chuyến bay           |
| Mercury                                 | 1961      | 2                       |
| X-15                                    | 1962      | 2                       |
| Soyuz 18a                               | 1975      | 1 (chuyến phóng bị hủy) |
| SpaceShipOne                            | 2004      | 3                       |
| Soyuz MS-10                             | 2018      | 1 (chuyến phóng bị hủy) |

Một chuyến du hành dưới quỹ đạo hay tiểu quỹ đạo là một chuyến bay vũ trụ trong đó tàu vũ trụ đến không gian, nhưng đường bay của nó giao với khí quyển hay bất kì bề mặt của một vật thể trọng trường nào mà nó được phóng để khiến nó không thể hoàn thành một chu kì quỹ đạo.
Ví dụ, đường bay của vật phóng trên trái Đất mà đạt 100 km (62 mi) ở trên mực nước biển, và sau đó rơi trở lại trái Đất, được coi là một chuyến bay vũ trụ tiểu quỹ đạo. Một số chuyến bay tiểu quỹ đạo được thi hành để thử nghiệm phi thuyền hoặc bệ phóng, sau đó mới thực hiện chuyến bay đủ qũy đạo. Có những tên lửa được thiết kế rành riêng cho việc du hành dưới quỹ đạo; ví dụ như tên lửa có người lái X-15 và SpaceShipOne, và tên lửa không người lái như tên lửa đạn đạo xuyên lục địa (ICBM) và tên lửa đo đạc.

## Yêu cầu về mặt độ cao

"Đạn pháo của Niu-tơn". Đường A và B tượng trưng cho một tiểu quỹ đạo

Có định nghĩa cho rằng một chuyến bay tiểu quỹ đạo chỉ cần phải đạt đến độ cao cao hơn 100 km (62 mi) ở trên mực nước biển. Độ cao này được gọi là đường Kármán và được tiêu chuẩn hóa bởi Liên Không Quốc tế, bởi vì đó gần như là một điểm mà một phi thuyền có thể bay đủ nhanh để có thể lợi dụng lực nâng (theo khí động lực học) từ quyển trái Đất mà bay nhanh hơn Tốc độ vũ trụ cấp 1.
Quân đội Mỹ và NASA trao thưởng huy hiệu phi hành gia cho những người bay cao hơn 50 mi (80 km), mặc dù Bộ ngoại giao Mỹ dường như coi chuyến bay không gian dưới qũy đạo và chuyến bay trong khí quyển là như nhau.

## Quỹ đạo
Trong khi rơi tự do, đường chúng rơi là một phần của elip quỹ đạo được dựng lên bởi phương trình quỹ đạo. Chiều dài cùng điểm quỹ đạo bay nhỏ hơn bán kính Trái Đất R (bao gồm cả khí quyển), do đường bay giao với Trái Đất và không hoàn thành một vòng quỹ đạo. Trục lớn của elip nằm dọc và bán trục lớn a lớn hơn R/2. Năng lượng obitan đặc trưng ε được tính theo công thức:
{\displaystyle \varepsilon =-{\frac {\mu }{2a}}>-{\frac {\mu }{R}}}
khi μ là đai lượng đặc trưng cho tiêu chuẩn trọng trường của nơi cất cánh.